# Alejandro Castillo Barrera
Nelson Alejandro Castillo Barrera (* 16. Mai 1951; † 10. September 2010) war ein uruguayischer Surfer und Sportfunktionär.
Alejandro Castillo Barrera war einer der ersten Surfer Uruguays und gründete mit Freunden Ende der 1960er Jahre mit den Uruguayan Wave Riders (UWARIS) in Las Toscas den ersten Surf-Verein Uruguays. Er war von 2006 bis zu seinem Tod im September 2010 Präsident der Unión de Surf del Uruguay (USU). Auf politischer Ebene war er, nachdem Uruguay aus einer Phase der zivil-militärischen Diktatur Mitte der 1980er Jahre zur Demokratie zurückfand, als Edil in Lascano tätig. Er gehörte der Partido Nacional an. Castillo Barrera, der verheiratet war und Kinder hatte, wurde in der Stadt Lascano beigesetzt.